# Molino de Gofio del Risco de las Pencas
El molino de Gofio del Risco de las Pencas, también conocido como molino de Ruiz, molino de la Grieta o molino de Pico la Grieta, es una antigua instalación hidráulica destinada a la molienda de gofio, situada en la ladera izquierda del barranco de Ruiz, en San Juan de la Rambla (Tenerife, Canarias, España).
La instalación, que estuvo en funcionamiento hasta 1942, fue declarada en 2007 Bien de Interés Cultural con la categoría de Sitio Etnológico.

## Ubicación
Se encuentra muy cerca de la autopista TF-5, al comienzo del camino empedrado que lleva al barrio de La Vera, bajo un gran roque natural de morfología cilíndrica y naturaleza traquifonolítica denominado Roque del Molino o Risco de las Pencas. El nombre deriva de los numerosos nopales o pencas, como se conocen en Canarias, que existen en las inmediaciones y que fueron implantados durante la eclosión de la cochinilla en el siglo XIX. 

## Descripción
Consta de dos edificaciones de planta rectangular, muros de bloques de toba rojiza y mampostería, con cubierta de tejas. La construcción principal, que acoge la maquinaria de molienda, se caracteriza por una cubierta a cuatro aguas sobre un entramado de hibrones y listones. Un banco de mortero se adosa a la base de las paredes y el suelo está constituido por placas de la misma toba rojiza. Bajo este recinto principal se encuentra una cámara con entrada abovedada que albergaba la maquinaria del molino: una turbina de madera con palas, que se encaja en la piedra molinera situada en el piso superior y cuyo movimiento por la acción de la caída del agua propiciaba el movimiento giratorio de aquella. El estado de conservación de este mecanismo hidráulico es bastante aceptable. Esta cámara conecta con un gran cilindro o "cubo" de mampostería, de unos 9 m de altura, por donde cae el agua y permite el funcionamiento del molino.
Desde el año 2009, el Ayuntamiento de San Juan de La Rambla viene acometiendo la restauración del conjunto arquitectónico y su entorno, con la intención de hacer del lugar un nuevo atractivo turístico para la comarca.